# یواس‌اس تیبران (اس‌اس-۵۲۹)
یواس‌اس تیبران (اس‌اس-۵۲۹) (به انگلیسی: USS Tiburon (SS-529)) یک زیردریایی بود که طول آن ۳۱۱ فوت ۸ اینچ (۹۵٫۰۰ متر) بود.